# Haar-Pfriemengras
Das Haar-Pfriemengras (Stipa capillata), auch Pfriemgras genannt, ist eine Pflanzenart aus der Gattung der Federgräser (Stipa) innerhalb der Familie der Süßgräser. Sie ist in Eurasien weitverbreitet.

## Beschreibung

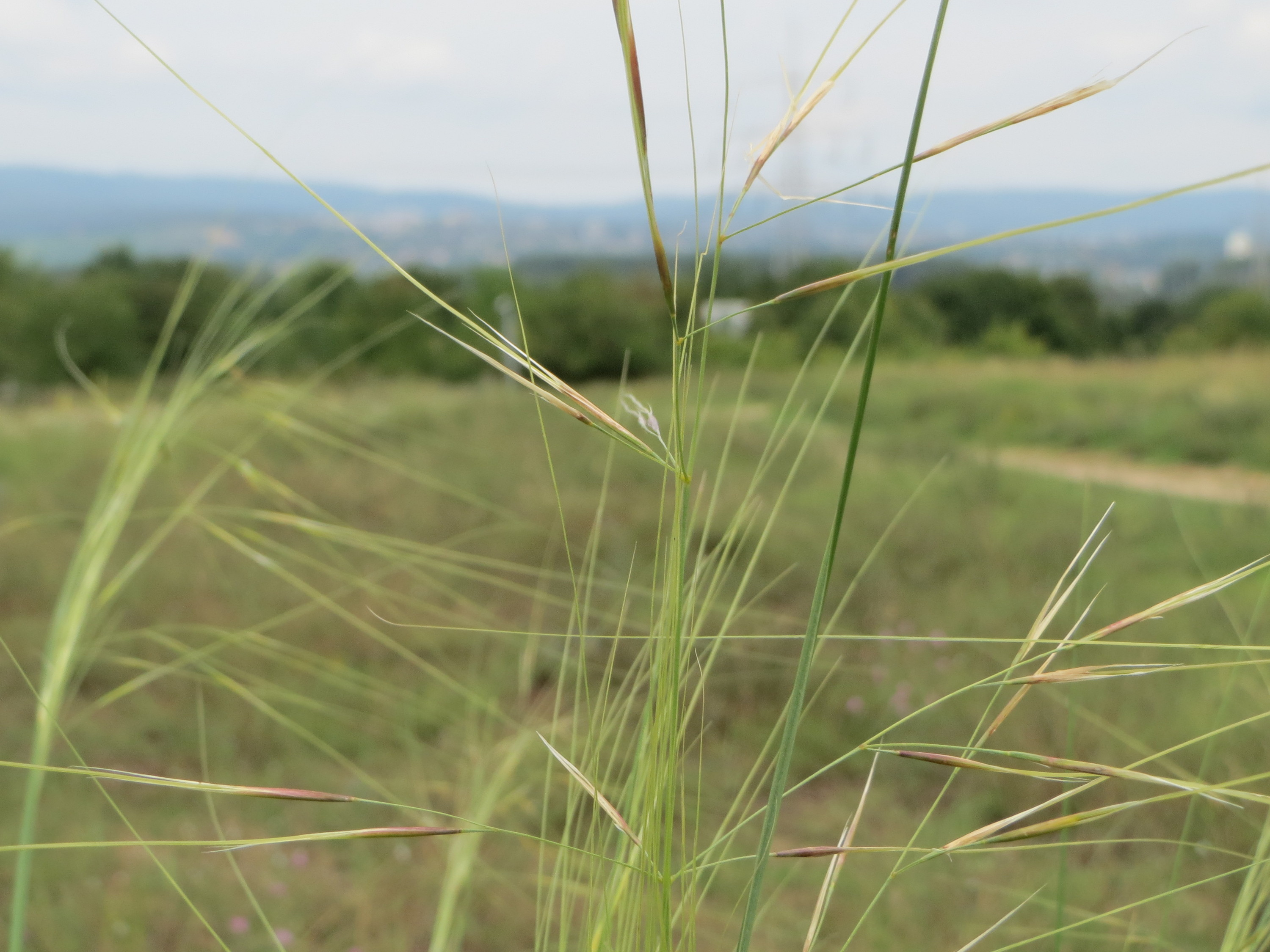
Stipa capillata im Mainzer Sand

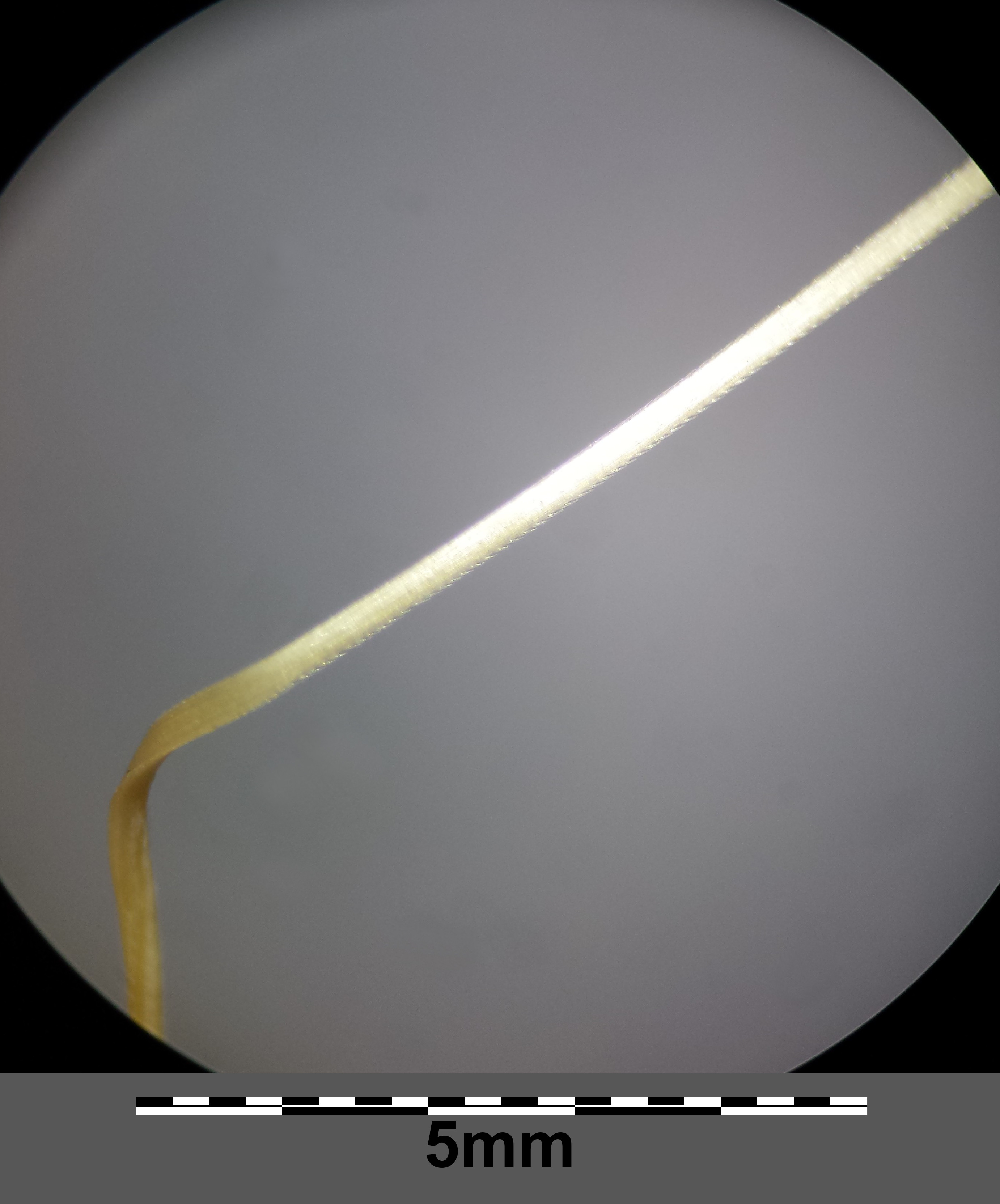
Oberhalb des Knies ist die Granne durch feine Häkchen rau.

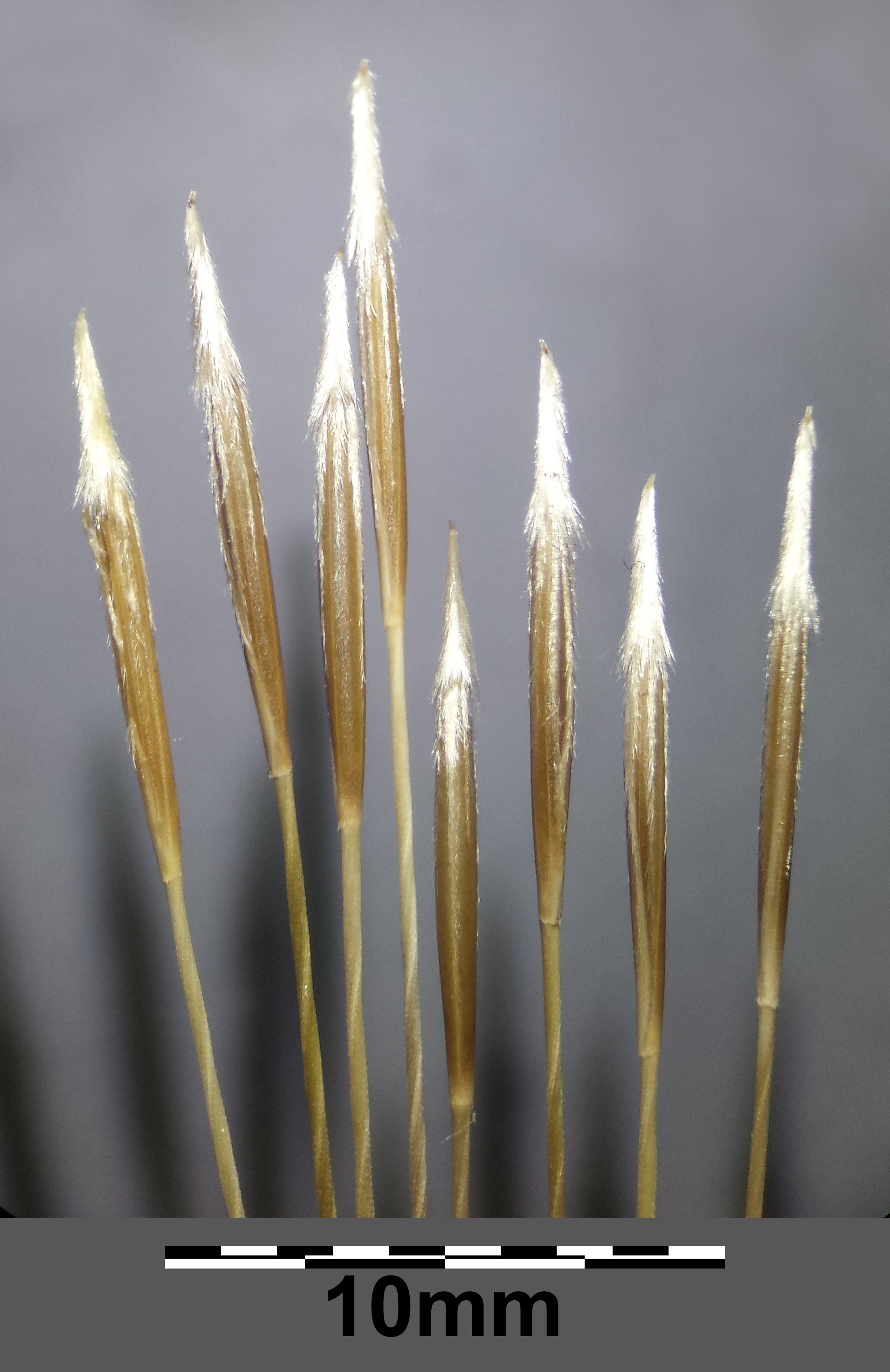
In Deckspelzen eingehüllte Früchte

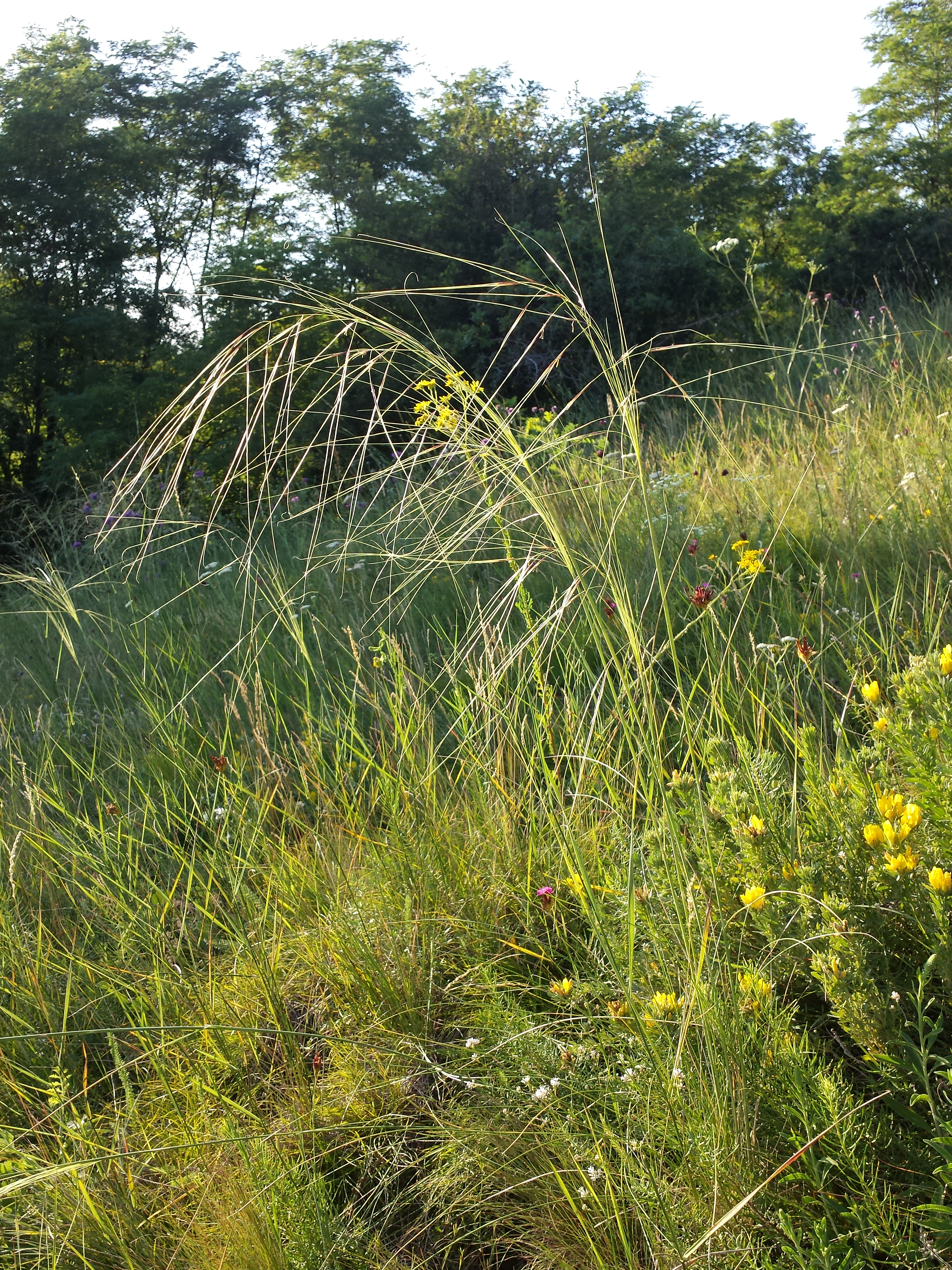
Haar-Pfriemengras (Stipa capillata)

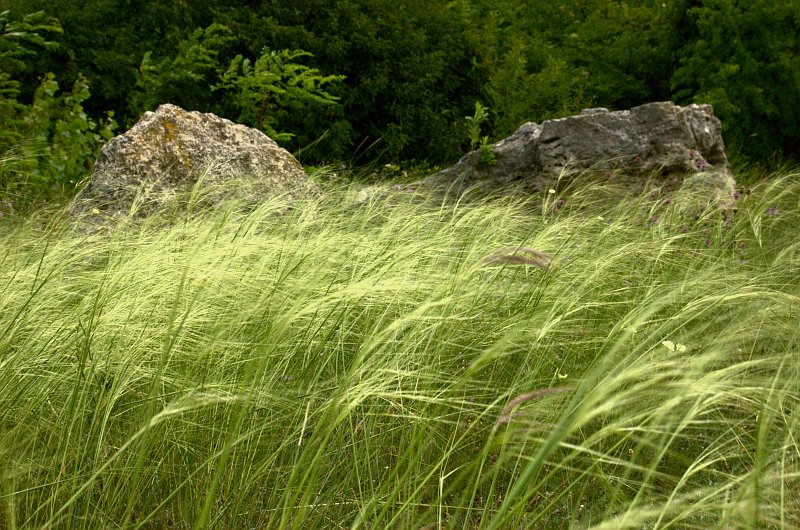
Habitat am „Sandberg“ bei Devínska Nová Ves in der Slowakei

### Vegetative Merkmale
Das Haar-Pfriemengras ist eine ausdauernde krautige Pflanze, die Wuchshöhen von  40 bis 80 (bis 100) Zentimeter erreicht und in Horsten wächst. Die kahlen, glatten Halme sind unter den Knoten (Nodien) zuweilen anliegend flaumig behaart. Jeder Halm hat 3 bis 4 stark geriefte Knoten. Die wechselständigen Laubblätter sind in Blattscheide und Blattspreite gegliedert. Die Blattscheide ist gerieft, glatt, kahl, braun und glänzend. Die Blattspreite ist meist gefaltet, glatt bis rau bis kurz behaart. Sie ist bis etwa 30 Zentimeter lang, meist zusammengefaltet mit einem Durchmesser von 1 Millimeter und entrollt 2 bis 2,5 Millimeter breit. Das Blatthäutchen (Ligula) ist meist 5 bis 10 (selten bis zu 15) Millimeter lang und zungenförmig.

### Generative Merkmale
Die Rispe ist 15 bis 22 Zentimeter lang und 2 bis 3 Zentimeter breit und armblütig. Die Seitenäste gehen in Büscheln von 3 bis 4 von der stachelhaarigen Hauptachse ab und tragen 2 bis 4 Ährchen. Die Ährchen sind einblütig und 22 bis 35 Millimeter lang. Die Hüllspelzen sind 22 bis 35 Millimeter lang und laufen in eine lange feine Spitze aus. Die Deckspelze ist fünfnervig und trägt sieben Reihen 0,3 bis 0,4 Millimeter lange Haare. Die Haarleisten am Rand der Splze läuft etwa 2 Millimeter unter der Ansatzstelle der Granne aus; die anderen Haarleisten sind kürzer. Die Granne ist 12 bis 18 (bis 25) Zentimeter lang und zweifach gekniet. Die Untergranne ist gedreht un fein borstig behaart; die Obergranne ist dünn und rau. Die Vorspelze ist zweinervig, kahl und so lang wie die Deckspelze. Die Staubbeutel sind 3,5 bis 5 Millimeter lang und gelb. Die Karyopse ist 7 bis 8 Millimeter lang und hat einen strichförmigen Nabelfleck.
Die Chromosomenzahl beträgt 2n = 44, seltener 28 oder 46.

## Ökologie
Die Blütezeit liegt zwischen Juli und August.
Die Früchte werden durch den Wind ausgebreitet und bohren sich dann bei Wasseraufnahme durch eine Drehbewegung der Grannen selbst in den Boden, es sind also sogenannte „Bohrfrüchte“.

## Vorkommen und Gefährdung
Das Haar-Pfriemengras gehört zum kontinentalen Florenelement und kommt in Südwest-, Mittel- und Osteuropa sowie in Asien bis ins nördliche China und in den Himalaja vor. Es erreicht im Oberrhein- und Rhonegebiet die Westgrenze seines Areals. In Europa kommt es in Frankreich, Deutschland, Schweiz, Italien, Polen, Tschechien, Slowakei, Österreich, Ungarn, Slowenien, Kroatien, Serbien, Kosovo, Montenegro, Albanien, Griechenland, Bulgarien, Rumänien, Moldau, Ukraine, Türkei und Russland vor.
In Mitteleuropa kommt es nur an den trockensten und wärmsten Stellen (beispielsweise in der Pfalz, dem Rheintal zwischen Neckar und Mosel, am mittleren Main, in Thüringen und Sachsen-Anhalt, im Wallis und Unterengadin) in schütteren Trockenrasen vor und bildet an seinen Standorten kleine, aber auffällige Bestände. Das Haar-Pfriemengras steigt in warmen, abgeschlossenen Alpentälern der Süd- und Ostalpen in Höhenlagen von bis zu 1000 Meter auf. Im Kanton Wallis erreicht es aber bei Saas-Fee und bei Bodmen nahe Zermatt 1750 Meter. In Mitteleuropa ist es meist sehr selten zu finden.
Das Haar-Pfriemengras gedeiht auf basenreichen, stickstoffarmen Sand-, Löss- oder Steinböden, die sich im Sommer stark erwärmen; es erträgt die dadurch bedingte Oberflächenaustrocknung gut, da es tief wurzelt. Es ist eine Charakterart des Stipetum capillatae aus dem Verband Festucion valesiacae, kommt aber selten auch in Gesellschaften des Verbands Xerobromion vor.
Die ökologischen Zeigerwerte nach Landolt et al. 2010 sind in der Schweiz: Feuchtezahl F = 1 (sehr trocken), Lichtzahl L = 5 (sehr hell), Reaktionszahl R = 4 (neutral bis basisch), Temperaturzahl T = 3+ (unter-montan und ober-kollin), Nährstoffzahl N = 2 (nährstoffarm), Kontinentalitätszahl K = 5 (kontinental).
Das Haar-Pfriemengras steht in Deutschland unter Naturschutz; die Art wurde hier stellenweise ausgerottet, weil sie gewerbsmäßig für Trockenblumen gesammelt wurde.

## Taxonomie
Das Haar-Federgras wurde 1762 durch Carl von Linné in Species Plantarum ed. 2, Band 1, S. 116 als Stipa capillata erstbeschrieben.